# Vittorio Matteo Corcos

Vittorio Matteo Corcos (Livorno, 4 de octubre de 1859; Florencia, 8 de noviembre de 1933), fue un pintor  italiano, conocido especialmente por sus retratos realistas.

## Biografía
Vittorio Matteo Corcos nació en Livorno el 4 de octubre de 1859 y comenzó muy joven a asistir a la Academia de Bellas Artes de Florencia, donde tuvo como maestro a su paisano Enrico Pollastrini. Entre 1878 y 1879 residió en Nápoles como discípulo de Domenico Morelli, cuyo estilo, caracterizado por investigaciones formales y referencias literarias, particularmente de la obra de Lord Byron, influyó poderosamente en el joven Corcos. Durante este período pintó L'arabo in preghiera (El árabe en oración), que marca un giro en su trayectoria pictórica.

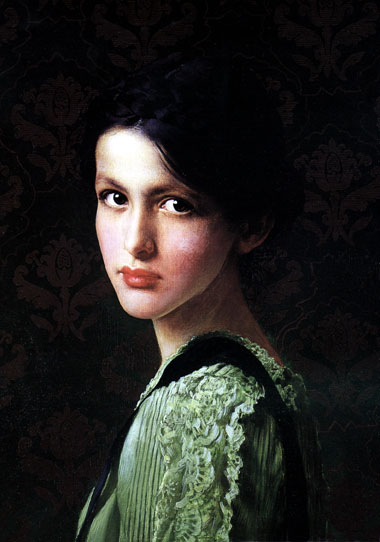
Volto di donna (ca. 1900)

En 1880 Corcos se instaló en París, donde suscribió un contrato de colaboración por quince años con la casa Goupil & Cie., galeristas, marchantes y editores de arte. En esta época frecuenta irregularmente el taller de Léon Bonnat, retratista del "todo París", incluidos los presidentes de la República y los artistas más en boga. Corcos se orienta entonces a una pintura mundana, próxima a la de sus compatriotas Giovanni Boldini y Giuseppe De Nittis; realizando sobre todo retratos llenos de agudeza de mujeres elegantemente vestidas y escenas de género, caracterizadas por la fluidez de la pincelada y la brillantez de los colores. Su obra fue bien valorada y durante su estancia en París expuso en el Salon de los años 1881, 1882 y 1885.En 1886 Corcos volvió a Italia y ese mismo año participó en Livorno en una exposición colectiva en la que también colgaron sus obras los pintores del movimiento Macchiaioli.

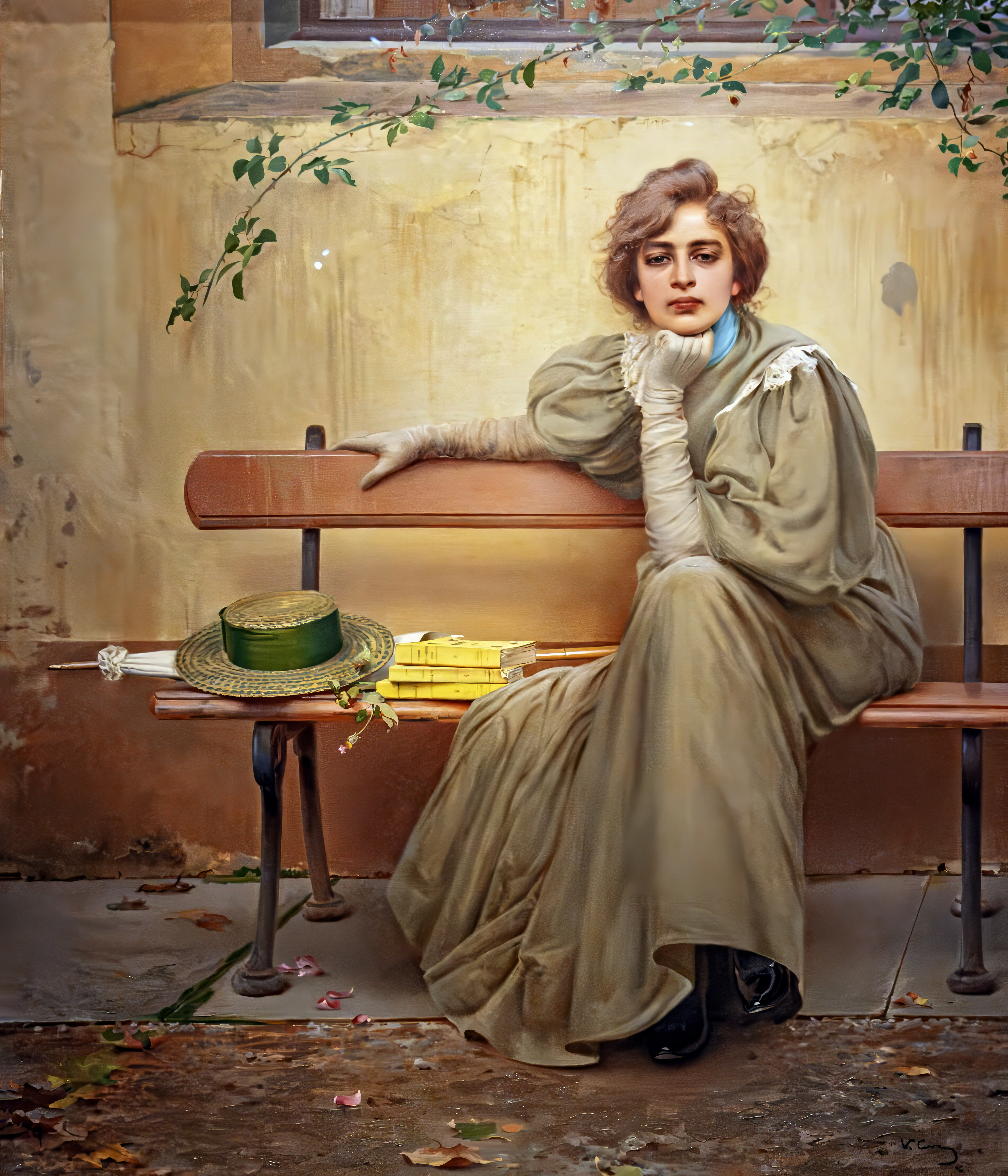
Sueños, 1896

Nacido en el seno de una familia judía, Corcos se convirtió al catolicismo y se casó en 1887 con la viuda Emma Cabati. La pareja se estableció en Florencia, donde su esposa frecuentaba los más prestigiosos círculos literarios, lo que permitió al pintor entablar contacto con personalidades como Giosuè Carducci y Gabriele D'Annunzio. Gracias a estas relaciones, Corcos se convirtió en el retratista más reclamado por las familias de clase alta de la región.
En 1904, ya pintor de fama, Corcos realizó en Alemania el retrato del emperador Guillermo II, de su esposa Augusta Victoria y de otras personalidades. Margarita de Saboya, esposa del rey Humberto I de Italia y Amelia de Orleans, última reina consorte de Portugal, fueron otras personas de la realeza retratadas por Corcos.
Vittorio Matteo Corcos falleció en Florencia el 8 de noviembre de 1933. El autorretrato que realizó en 1913 se encuentra expuesto en el Corredor vasariano de la Galeria Uffizi de esa ciudad.,,

## Galería

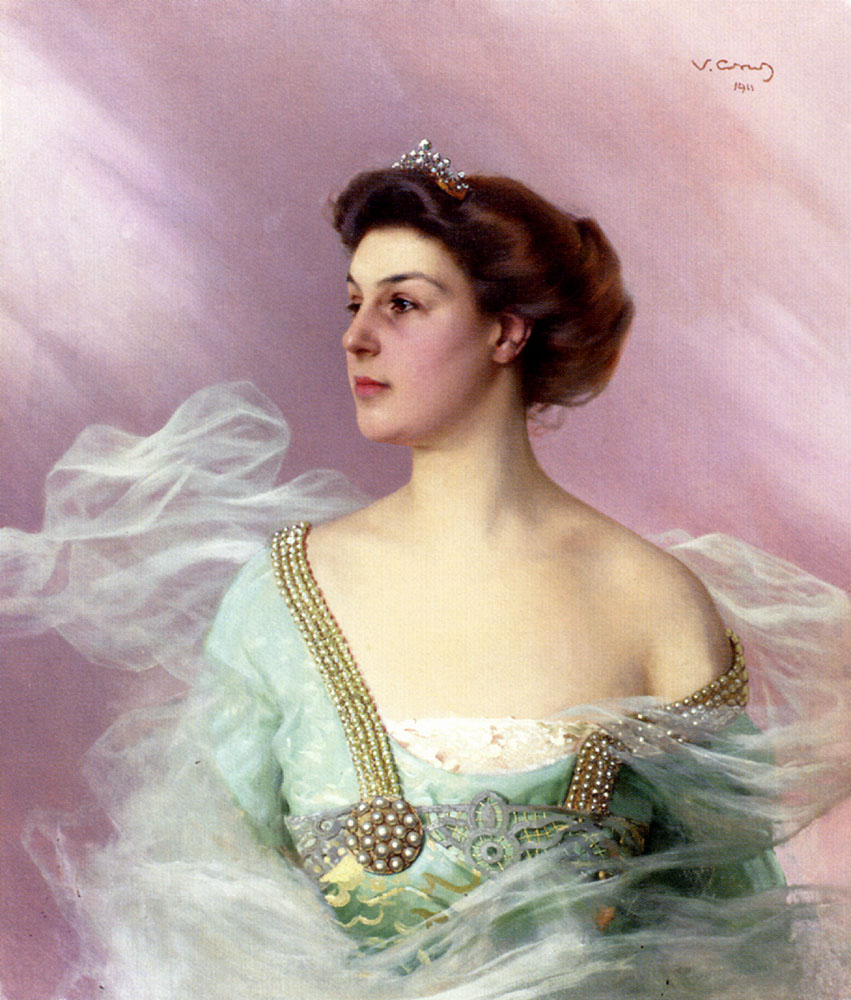
Retrato de mujer
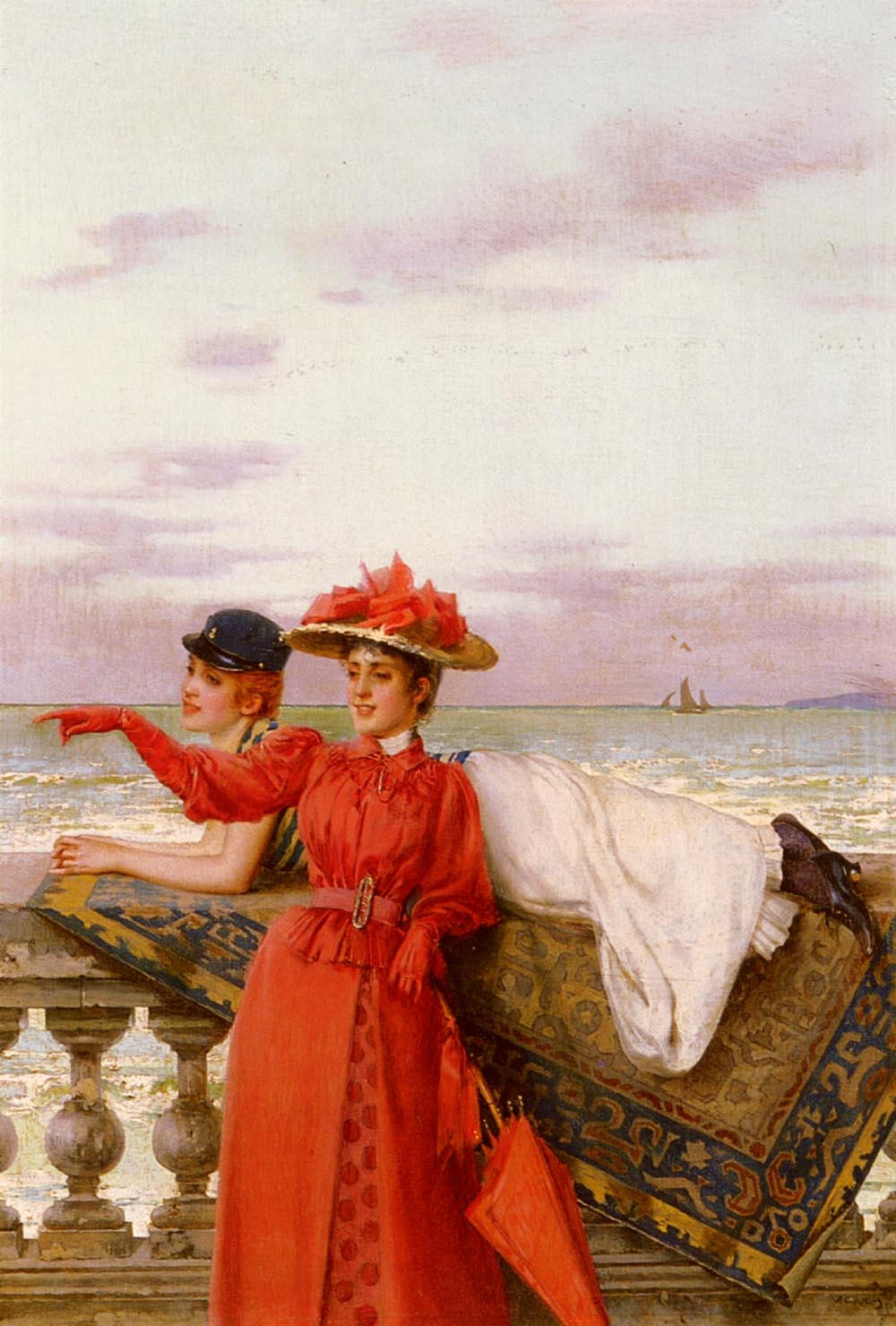
Mirando al mar
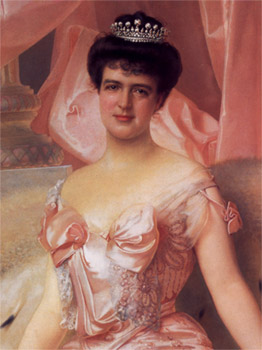
Retrato de Amelia de Orleans
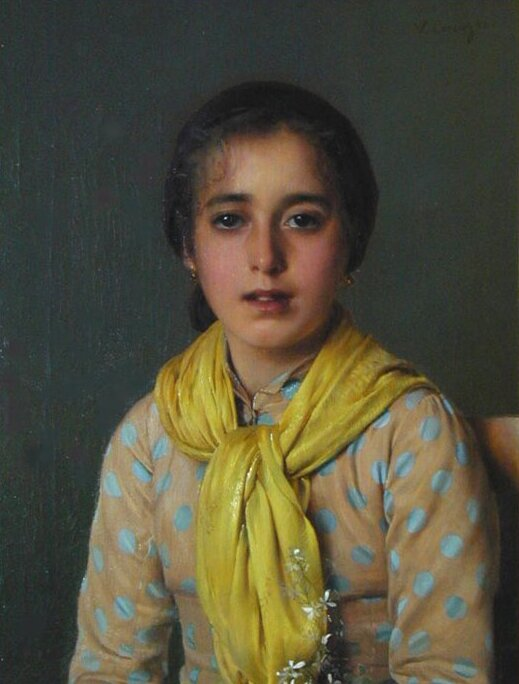
Muchacha con chal amarillo
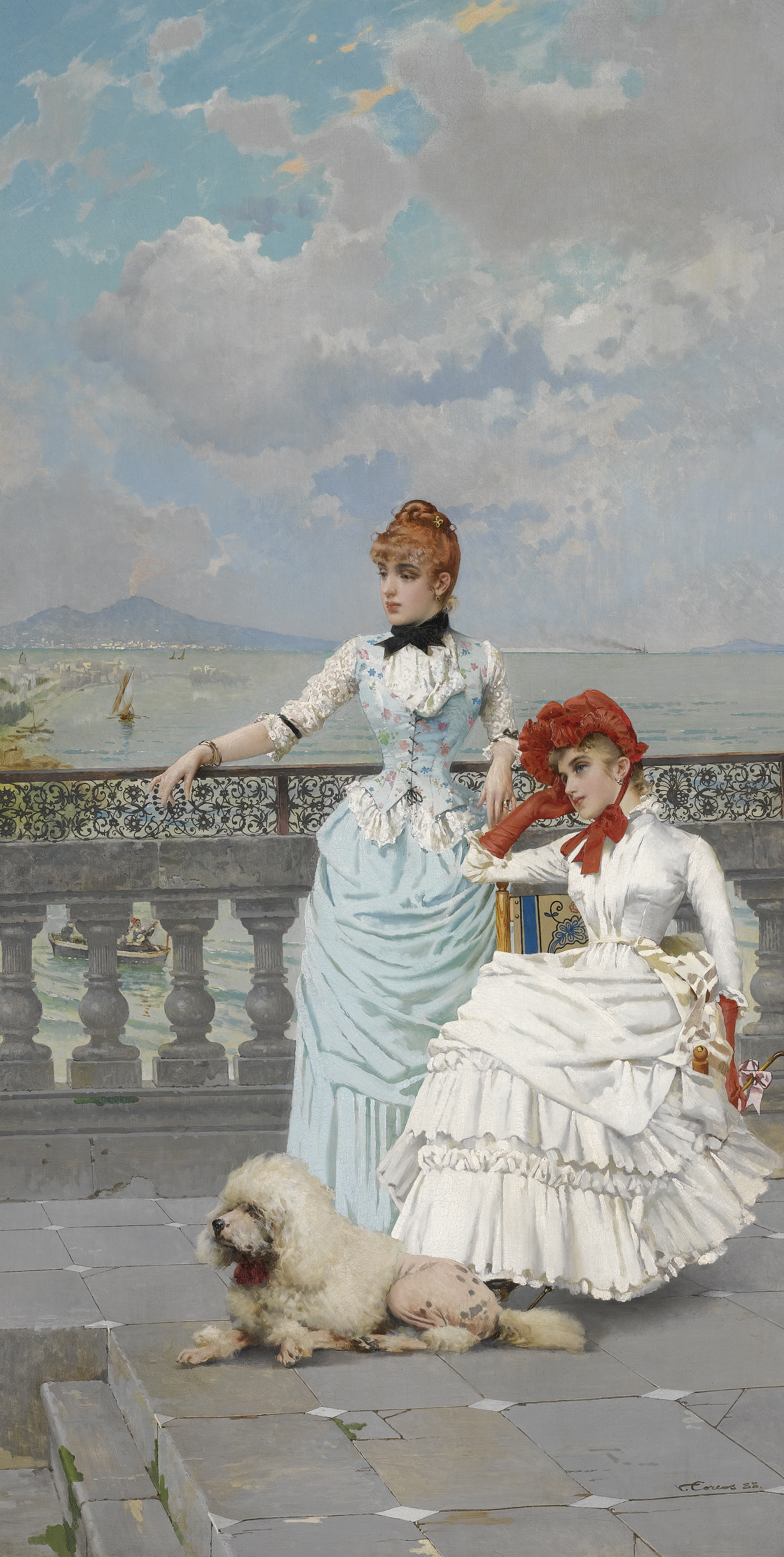
Bellezas napolitanas
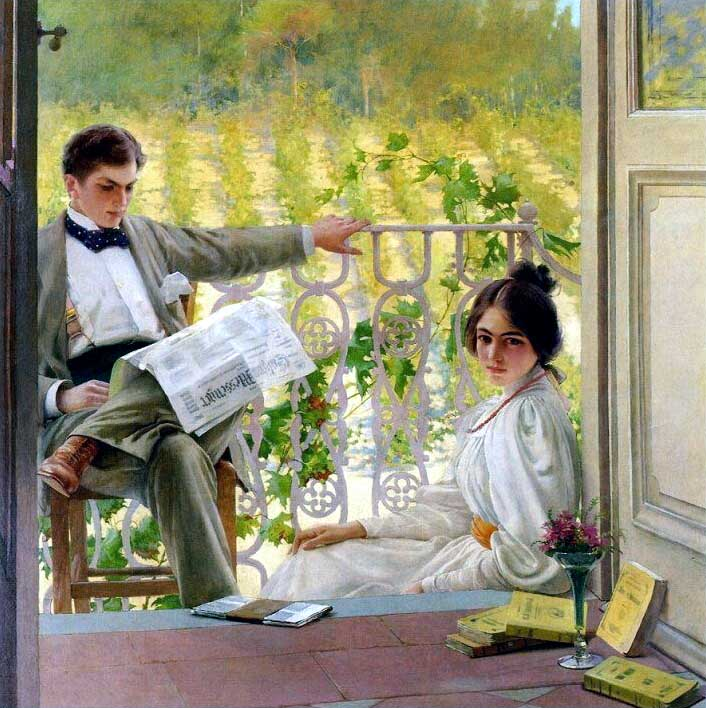
Pomeriggio-in-terrazza